# Kimiyo Matsuzaki
Kimiyo Matsuzaki (jap. 松崎キミ代 Matsuzaki Kimiyo); ur. 18 czerwca 1938 w (Takase obecnie Mitoyo) – japońska tenisistka stołowa, siedmiokrotna mistrzyni świata. 
Jest dziesięciokrotną medalistką mistrzostw świata. Największy sukces odniosła w 1963 w Pradze zostając trzykrotną mistrzynią świata (w singlu powtórzyła sukces z 1959 roku, deblu i drużynowo). W 1959 i 1961 roku dwukrotnie zdobywała złoto w rywalizacji zespołowej. Mistrzyni świata w grze mieszanej z 1961 roku. Jest trzykrotną mistrzynią Igrzysk Azjatyckich 1962 (indywidualnie, drużynowo i w grze mieszanej) oraz sześciokrotną mistrzynią Azji (trzykrotnie zdobywała złoto w Bombaju w 1960 i w Manili trzy lata później).